# Hieronima
Hieronima – imię żeńskie pochodzenia greckiego, żeński odpowiednik imienia Hieronim. Wywodzi się od słów oznaczających "święta poświęcona bóstwu" i "imię", co można tłumaczyć jako "nosząca święte imię".
Hieronima imieniny obchodzi 20 lipca i 30 września.